# Matthías Jochumsson

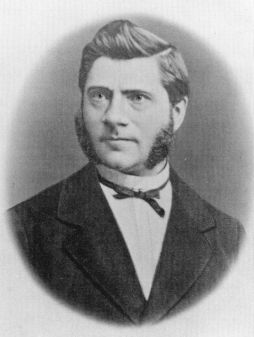
Matthías Jochumsson

Matthías Jochumsson (1835—1920) foi um poeta islandês. 
Matthías Jochumsson foi o autor da letra de Lofsöngur ("Canção de Louvor" na língua islandesa), o hino nacional da Islândia, em 1874.